# Кидерлен-Вехтер, Альфред фон
Альфред фон Кидерлен-Вехтер (нем. Alfred von Kiderlen-Wächter; 10 июля 1852, Штутгарт — 30 декабря 1912, там же) — немецкий дипломат, государственный деятель. Статс-секретарь министерства иностранных дел Германии (1910—1912).

## Биография
Родился в семье банкира Роберта Кидерлена (Robert Kiderlen) и баронессы Марии фон Вехтер (Marie von Wächter). 
Воевал добровольцем на фронтах Франко-прусской войны 1870—1871 годов, затем изучал право в Тюбингенском, Лейпцигском и Страсбургском университетах. С 1879 года работал в прусском министерстве иностранных дел, входя в окружение Фридриха фон Гольштейна. 
Работал в германских дипломатических миссиях в Копенгагене, Санкт-Петербурге и Париже. В 1886 году был переведён советником в немецкое посольство в Османской империи. В 1888 году стал советником в министерстве иностранных дел, продолжив карьеру в отделе стран Востока.
Из-за непочтительного выпада в политическом сатирическом еженедельнике Kladderadatsch он вызвал на дуэль редактора журнала Вильгельма Полсторффа, в ходе которой ранил его в плечо. Последующее осуждение на четыре месяца тюремного заключения, впрочем, не повлияло на его дипломатическую карьеру.
В 1894—1895 годах занимал пост прусского посла в Гамбурге при ганзейских городах.  31 мая 1895 года представлял империю при закладке фундамента канала Эльба — Любек в Любеке.
В 1895—1898 годах — прусский посол в Дании. Пользовался расположением германского императора Вильгельма II, но в 1898 году из-за своих высказываний в адрес императора впал в немилость и был отправлен послом в Бухарест. Пробыл там 10 лет, в 1907 году в Стамбуле вёл переговоры о строительстве Багдадской железной дороги. Затем был отозван в Германию, где в 1908 году занял пост заместителя статс-секретаря иностранных дел.
Благодаря своему таланту ведения переговоров участвовал в Боснийском кризисе 1908—1909 годов на стороне Австро-Венгрии, противодействуя оказанию помощи Сербии со стороны России после аннексии Австро-Венгрией территории Боснии и Герцеговины. В 1910 году новый канцлер Теобальд фон Бетман-Гольвег назначил его статс-секретарём иностранных дел. Автор меморандума Кидерлен-Вехтера.
В 1911 году начался второй Марокканский кризис. После оккупацией Францией марокканских городов Рабат и Фес Германии был предложена часть владений Французского Конго в обмен на отказ от притязаний на Марокко. Под влиянием Кидерлен-Вехтера, добивавшегося передаче Германии всей территории Конго, 1 июля в марокканский порт Агадир была отравлена канонерская лодка «Пантера», что спровоцировало Агадирский кризис. Стремление исключить Великобританию, поддержавшую Францию, из переговоров привело к возникновению угрозы объявления войны Германии. После отказа Франции удовлетворить требования Германии, 4 ноября 1911 года было заключено соглашение на условиях французской стороны.
На посту министра пытался улучшить отношения с Россией.